# Complementarisme
El complementarisme és una doctrina teològica de determinats corrents de les religions del llibre que considera que homes i dones són complementaris, amb rols diferenciats a l'esfera pública, privada i espiritual. Per tant, separen les tasques religioses i de la vida quotidiana per gènere basant-se en interpretacions de les Escriptures i critiquen els corrents del feminisme que busquen l'equiparació de funcions d'ambdós sexes.

## Cristianisme
El catecisme decreta que homes i dones s'han de donar "suport" i cita literalment la paraula "complementari" per designar la relació entre ells. Es fa èmfasi en el rol atorgat a la dona en la maternitat, mentre que els homes han de "proveir" per al matrimoni. Es basen també en l'elecció de dotze apòstols mascles per justificar que només els homes puguin ser sacerdots, a diferència del que permeten diverses branques protestants. A partir de la recerca bíblica, s'han creat organitzacions per defensar i difondre la separació de rols, com l'anomenat nou feminisme catòlic, una escola que s'adscriu al feminisme de la diferència.

## Judaisme
Les diferències entre sexes estan fundades en la Bíblia (des d'Adam i Eva) fins a les interpretacions talmúdiques, que atorguen un paper diferent a la dona, qui és l'encarregada de transmetre el llinatge però ha d'ocupar una zona separada a la sinagoga, presidida per rabins homes. El niddah, o període menstrual impur, separa periòdicament la dona del contacte físic, indicant així l'oposició a l'estatus masculí.

## Islam
Les crides al pudor femení i els rols complementaris apareixen tant a l'Alcorà com als textos jurídics posteriors i estan molt presents en les pràctiques islàmiques ortodoxes. S'insta la dona a quedar-se a casa, el seu lloc natural i des d'on ha de pregar per complir la funció que li ha estat imposada per Déu. Es considera que la natura de l'home i la dona són radicalment diferents i en conseqüència no poden comportar-se igual en cap àmbit.